# Artesia (comics)
Pour les articles homonymes, voir Artesia.
Artesia est une série de comics américaine, de genre heroic fantasy, réalisée par le scénariste et dessinateur Mark Smylie, et publiée par Sirius Entertainment (deux volumes) puis à partir de 2002 par Archaia Studio Press. Mark Smylie crée sa propre maison d'édition en 2002, Archaia Studio Press parce que Sirius Entertainment voulait publier Artesia en noir et blanc, ce qui ne lui convenait pas.

## Histoire
Artesia est le nom de l'héroïne de la série, cheffe de guerre et prêtresse, dont les aventures constituent le cycle intitulé The Books of Dooms. Quatre volumes de ce cycle, sous forme de graphic novels, réunissant chacun six épisodes, sont parus à ce jour. Il s'agit de :
- Artesia, Sirius Entertainment, 1999  (ISBN 1932386009) ;
- Artesia Afield, Archaia Studio Press, 2002  (ISBN 1932386025) ;
- Artesia Afire, Archaia Studio Press, 2004  (ISBN 1932386084) ;
- Artesia Besieged, Archaia Studio Press , 2011  (ISBN 1932386866).

Chacun des trois premiers volumes est suivi d'un supplément annuel (Artesia Annual #1, #2 et #3) qui comporte une courte nouvelle et surtout des éléments de description (mythologie, histoire, géographie) de l'univers d'Artesia.

## Jeu de rôle
Artesia: Adventures in the Known World est une adaptation de la série en jeu de rôle.